# Гроздан Караджов
Гроздан Караджов е български политик, народен представител в XLIII народно събрание от Реформаторски блок и в XLIX народно събрание от „Има такъв народ“. Той е заместник министър-председател и министър на регионалното развитие и благоустройството в правителството на Кирил Петков и заместник министър-председател и министър на транспорта и съобщенията в правителството на Росен Желязков от 2025 г.

## Биография
Роден е на 14 декември 1966 г. в Стара Загора. Завършва Първа английска езикова гимназия в София и специалност „Право“ в Софийския университет. Специализирал е бизнес мениджмънт в телекомуникации в Токио, Япония.
През 90-те години е председател на Независимото студентско дружество в Юридическия факултет на СУ. Съосновател е и национален координатор на Българско сдружение за честни избори. Бил е като програмен координатор, главен секретар и програмен директор на „Отворено общество“ – София.
През 1997 става главен секретар на Комитета по пощи и далекосъобщения. По време на правителството на Иван Костов е главен секретар на Министерството на транспорта. До 2004 г. е представител на държавата в управлението на БТК.
Бил е член на Надзорния съвет на Българска пощенска банка. След падането на кабинета на Иван Костов, Караджов поема управлението на партийната фондация „Демокрация“ до 2004 г.
На парламентарните избори през 2014 г. е избран за народен представител в XLIII НС от листата на РБ в 24 МИР София. Между 27 ноември 2014 г. и 9 декември 2015 г. е председател на парламентарната комисия по транспорт, информационни технологии и съобщения.
През август 2021 г. е предложен за министър на транспорта, информационните технологии и съобщенията в неосъществилия се кабинет с мандат на партия „Има такъв народ“ и министър-председател Пламен Николов.
От 13 декември 2021 е министър на регионалното развитие и благоустройството в правителството на Кирил Петков. На 9 юни 2022 г. подава оставка и като вицепремиер и като министър на регионалното развитие и благоустройството, след като лидерът на партия ИТН Слави Трифонов обявява че изтегля министрите, излъчени от партията му от правителството и слага край на коалицията.
На 16 януари 2025 г. е избран за заместник министър-председател и министър на транспорта и съобщенията в кабинета ,,Желязков’’.

## Разследвания
През 2004 г. критикува публично сделката за приватизацията на БТК с „Вива венчърс“ по време на правителството на Симеон Сакскобургготски. Тогавашният министър на транспорта Николай Василев решава да подаде сигнал до прокуратурата срещу Гроздан Караджов заради предполагаемо нанасяне на финансови щети на БТК заради условията около създаването и финансирането на дъщерна компания „Рила Солюшънс“. Няма публична информация за хода на това разследване от 2004 г. насам.
През 2017 г. Гроздан Караджов отново е атакуван през Прокуратурата, по сигнал на „Теленор България“ за предполагаемо източване на пари от мобилния оператор чрез фиктивни договори по време на управлението на компанията на Захариас Коцибос. Едва през 2021 г. държавното обвинение оттегли напълно претенциите си към него.
И за двете разследвания съдът връща на прокуратурата делата за доразследване поради липса на доказателства. И двете разлследвания са прекратени.